# Zapalenie gazów pożarowych
Zapalenie gazów pożarowych, zapłon gazów pożarowych lub wybuch gazów pożarowych – zjawisko nagłego zapłonu gazów mogące wystąpić podczas pożaru w przestrzeni zamkniętej.

## Mechanizm powstawania
Pierwszym etapem pożaru w przestrzeni zamkniętej, nie będącego wynikiem podpalenia, może być faza inkubacji, w czasie której jakiś palny obiekt tli się, bez występowania płomienia. Po jego pojawieniu się pożar wchodzi w fazę wzrostu, gdy bardzo szybko rośnie temperatura w pomieszczeniu, a inne elementy wyposażenia w jej wyniku zaczynają ulegać pirolizie i zapalać się. Gdy atmosfera osiągnie odpowiednie proporcje składników palnych (produktów niepełnego spalania i pirolizy) i tlenu, a temperatura gazów pożarowych pod stropem oraz gęstość strumienia promieniowania cieplnego przy posadzce przekroczą krytyczne wartości (odpowiednio ok. 500–600 °C oraz 15–20 kW/m2), może nastąpić rozgorzenie − niemal jednoczesne zapalenie się wszystkich palnych powierzchni. Pożar osiąga w ten sposób stan rozwinięty. Rozgorzenie jest możliwe, gdy występuje albo pojawi się wystarczający dopływ powietrza, zapewniającego niezbędny do spalania tlen.
Jeśli wentylacja jest słaba, mimo wypełnienia pomieszczenia palnymi produktami pirolizy i wzrostu temperatury, pożar nie może przejść w stan rozwinięty. Może wówczas dojść do przemieszczania się palnego dymu w inne przestrzenie. Ulega on przy tym ochłodzeniu poniżej temperatury samozapłonu i wymieszaniu z powietrzem, tworząc mieszankę palną, a nawet zdolną do wybuchu. Inicjatorem może być dowolny bodziec energetyczny, ale także wpływ pożaru, który lokalnie podgrzeje mieszankę powyżej temperatury zapłonu. Intensywność reakcji zależy wówczas głównie od proporcji paliwa i tlenu w mieszance oraz charakteru przestrzeni, w której nastąpi zapłon. Generalnie im bardziej szczelne jest pomieszczenie i im skład mieszanki bliższy stechiometrycznemu, tym gwałtowniej ona przebiegnie. Zjawisko zapalenia lub wybuchu gazów pożarowych przypomina sytuację, w której paliwem jest wymieszany z powietrzem propan lub gaz ziemny.

## Oznaki zagrożenia
Publikacja zwraca uwagę na niebezpieczeństwo przeoczenia oznak zagrożenia, gdyż najbardziej typowe z nich, jak nagrzewanie się i widoczne oznaki działania wysokiej temperatury na elementach konstrukcji, duża gęstość i ciemny kolor dymu oraz charakterystyczne odgłosy i wibracje mogą nie wystąpić mimo istnienia warunków sprzyjających zapłonowi gazów pożarowych. Także nietypowa konstrukcja budynku, zwłaszcza wywołana jego istotnymi modyfikacjami po wybudowaniu, może powodować istnienie trudnych do przewidzenia dróg przepływu dymu. Kluczowym narzędziem do wykrycia gazów pożarowych i związanego z nimi zagrożenia jest kamera termowizyjna.

## Przykład
W 2008 roku w Brukseli doszło do niespodziewanego zapłonu gazów pożarowych. Podczas prowadzonych przez strażaków działań w jednym z dwóch skrzydeł budynku, pożar był w przeciwległym skrzydle. Okazało się, że przepływ dymu następował przez poddasze budynku będącego łącznikiem w kompleksie – gazy pożarowe migrowały przez wspólne przestrzenie poddasza obu skrzydeł i łącznika. Gwałtowność wybuchu, do którego doszło, była tak duża, że spowodowała dwie ofiary śmiertelne (7 strażaków odniosło poważne obrażenia).